# Askellia
Askellia es un género de plantas herbáceasde la familia Asteraceae. Es originario del Asia central. 

## Taxonomía
El género fue creado por William Alfred Weber y publicado en Phytologia, vol. 55(1), p. 6, en el año 1984.

## Especies
- Askellia alaica (Krasch.) W.A.Weber, 1984
- Askellia benthamii (C.B.Clarke) Sennikov, 2010
- Askellia corniculata (Regel & Schmalh.) W.A.Weber, 1984
- Askellia elegans (Hook.) W.A.Weber, 1984
- Askellia flexuosa (Ledeb.) W.A.Weber, 1984
- Askellia jacutica (Lomon.) Sennikov, 2008
- Askellia karelinii (M.Popov & Schischk. ex Czerep.) W.A.Weber, 1984
- Askellia lactea (Lipsch.) W.A.Weber, 1984
- Askellia ladyginii Tzvelev, 2007
- Askellia melanthera (C.H.An) Tzvelev, 2007
- Askellia minuta (Kitam.) Sennikov, 2008
- Askellia nana (Richardson) W.A.Weber, 1984
- Askellia naniformis (Babc.) Sennikov, 2008
- Askellia pseudonaniformis (C.Shih) Sennikov, 2008
- Askellia pygmaea (Ledeb.) Sennikov, 2008
- Askellia sogdiana (Krasch.) W.A.Weber, 1984